# Pteropera karschi
Pteropera karschi är en insektsart som först beskrevs av Bolívar, I. 1905.  Pteropera karschi ingår i släktet Pteropera och familjen gräshoppor.

## Underarter
Arten delas in i följande underarter:
- P. k. karschi
- P. k. zenkeri